# Neohistoricismo

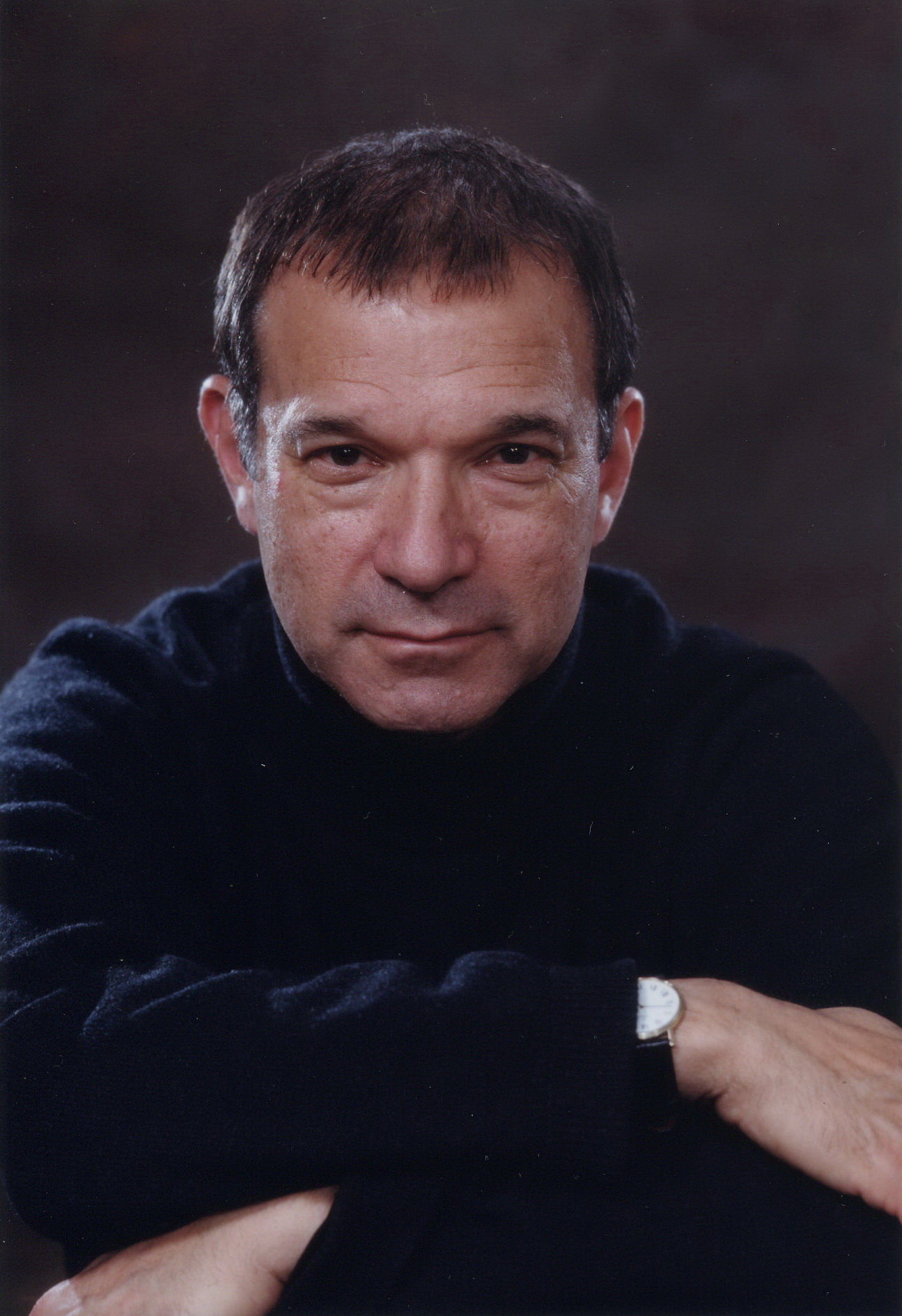
Stephen Jay Greenblatt

El neohistoricismo o nuevo historicismo (en inglés, New Historicism) es una aproximación al criticismo literario y a la teoría literaria, basada en la premisa de que una obra literaria debe ser considerada como el producto de una época, lugar, y desde las circunstancias de su composición, más que como una creación aislada. Tuvo sus raíces en Estados Unidos, en una reacción contra la Nueva crítica (New Criticism) del análisis formal de los textos literarios, que fueron vistos por una nueva generación de lectores profesionales desde otra perspectiva. El neohistoricismo se desarrolló en la década de 1980, en principio a partir del trabajo del crítico Stephen Greenblatt, y su influencia se expandió durante casi los siguientes diez años. 
Los neohistoricistas intentaron entender, de forma simultánea, a la obra desde su contexto histórico, y de comprender la historia cultural e intelectual a través de la literatura, que documenta la nueva disciplina de la historia de las ideas.
Michel Foucault basó su aproximación tanto en su teoría de los límites del conocimiento cultural colectivo, como en su técnica de examinar una gran variedad de documentos con el fin de comprender la episteme de una época particular. Se ha sostenido que el neohistoricismo es una aproximación más neutral a los hechos históricos, y que es sensible a las diferentes culturas. 

## Estudio
Los académicos neohistoricistas comienzan su análisis de los textos literarios, intentando observar otros textos—literarios y no literarios— a los cuales un público letrado tuvo acceso en el tiempo de la escritura, y lo que el autor original del texto debió haber leído. El propósito de esta búsqueda, no obstante, no es derivar las fuentes directas de un texto, como hicieron los neocríticos, sino comprender la relación entre un texto y las circunstancias políticas, sociales y económicas en las que se originó. Una mayor concentración de los críticos neohistoricistas liderados por Moskowitz y Stephen Orgel ha sido la de entender a William Shakespeare menos como un gran autor independiente en el sentido moderno, que como una pista de la conjunción del mundo del teatro renacentista— un libre para todos colaborativo y anónimo— y las políticas sociales complejas de la época. En este sentido, las obras de Shakespeare son vistas como inseparables del contexto en el que fueron escritas. 
En este aspecto de concentración, puede hacerse una comparación con las mejores discusiones de trabajos de artes decorativas. A diferencia de las bellas artes, que han sido discutidas en términos puramente formales, comparables a la Nueva crítica literaria, bajo las influencias de Bernard Berenson y Ernst Gombrich, la discusión matizada de las artes del diseño desde la década 1970, ha sido vinculada con contextos sociales e intelectuales, tomando en cuenta las fluctuaciones en negocios lujosos, la disponibilidad de prototipos de diseño para artesanos locales, el horizonte cultural del patrón, y consideraciones económicas— "los límites de lo posible", la famosa frase del historiador economista Fernand Braudel. Un ejemplo pionero sobresaliente de tal estudio contextualizado fue el monógrafo de Peter Thornton,  Seventeenth-Century Interior Decoration in England, France and Holland (1978).

## Prehistoria
Indudablemente, en su historicismo y sus interpretaciones políticas, el neohistoricismo debe algo al marxismo. Sin embargo, mientras el marxismo (al menos en sus formas más superficiales) tiene a ver a la literatura como parte de una superestructura en la que la "base" económica (e.j: relaciones de producción materiales) se manifiesta, los pensadores del neohistoricismo presentan una visión más matizada del poder, viéndolo no sólo como relacionado en clases, sino en su extensión social. Este punto de vista lo presenta por primera vez Michel Foucault. En su tendencia a ver a la sociedad como formada de textos relacionados con otros textos, sin un valor literario fijo sobre y debajo la forma en que sociedad específicas los leen en situaciones concretas. En esto, la escuela neohistoricista ha tomado prestado elementos del postmodernismo. No obstante, los neohistoricistas acostumbran a exhibir menos escepticismo que los postmodernistas, y muestran más voluntad en realizar las tareas "tradicionales" del criticismo literario: explicando el texto en su contexto, e intentando demostrar lo que significó para sus primeros lectores. 
El neohistoricismo también guarda algo en común con el criticismo histórico de Hippolyte Taine, que sostenía que una obra literaria es menos el producto de las imaginaciones de su autor, que las circunstancias sociales de su creación, los tres aspectos principales de Taine llamados raza, entorno y momento. También es una respuesta al historicismo temprano, practicado por los críticos de comienzos del siglo XX, como John Livingston Lowes, que buscó desmitificar el proceso creativo al reexaminar las vidas y tiempos de los escritores canónicos de la literatura occidental. Sin embargo, el neohistoricismo difiere de ambas tendencias en su énfasis sobre la ideología: la disposición política, desconocida por el propio autor, que impera sobre su obra.

## Base de Foucault
Siguiendo a Foucault, el neohistoricismo a menudo señala la idea de que el denominador común mínimo para todas las acciones humanas es el poder, por lo que el neohistoricista busca encontrar ejemplos de poder y cómo se dispersa dentro del texto. El poder es un medio a través del cual los marginalizados son controlados, y es la cosa que los marginalizados, por consiguiente, buscan obtener. Esto remonta a la idea de que porque la literatura es escrita por aquellos que tienen más poder, debe haber detalles en ella que demuestren las perspectivas de la gente común. Los neohistoricistas buscan encontrar "sitios de conflicto" para identificar cual es el grupo o entidad con mayor poder. 
Las discusiones de Foucault acerca del panopticón, un sistema de prisión teórico desarrollado por el filósofo inglés Jeremy Bentham, son particularmente útiles para el neohistoricismo. Bentham afirmaba que el sistema perfecto de prisión/vigilancia sería una habitación de forma cilíndrica que tuviera celdas sobre las paredes externas. En el medio de esta habitación esférica habría una gran torre de seguridad con una luz que brillara sobre todas las celdas. De esta forma, los prisioneros nunca darán por cierto si están siendo vigilados, por lo que se protegerían a sí mismos, y serían como actores sobre un escenario, dando la apariencia de sumisión, aunque probablemente no estén siendo observados. 
Foucault incluyó el panopticón en su discusión sobre el poder, para ilustrar la idea de vigilancia lateral, de autocontrol, que aparece en el texto cuando aquellos que no están en el poder son obligados a creer que están siendo observados por los que sí lo están. Su propuesta era demostrar que el poder cambiaría a menudo la conducta de la clase social subordinada, y que siempre caerá un eslabón sin importar si hubo o no la necesidad de hacerlo.
Aunque la influencia de filósofos como el estructuralista marxista francés Louis Althusser, y los marxistas Raymond Williams y Terry Eagleton, fue esencial para moldear la teoría del neohistoricismo, se le debe dar mucho crédito a la obra llevada a cabo por Foucault. Pese a que algunos críticos creen que estos primeros filósofos han causado un gran impacto sobre el neohistoricismo como un todo, existe un reconocimiento popular de que las ideas de Foucault han penetrado la formación neohistoricista en la historia como una sucesión de epistemas o estructuras de pensamiento que moldean a cada uno y a todo dentro de una cultura (Myers 1989). Además, es evidente que las categorías de la historia usadas por los neohistoricistas se encuentran estandarizadas académicamente. A pesar de que el movimiento desaprueba públicamente la perioridad de la historia académica, los usos a los que los neohistoricistas ponen la noción foucauldiana de epistema se aplican a poco más que la misma práctica bajo una etiqueta nueva e improvisada (Myers 1989). 
Por lejos, Greenblatt ha sido explícito en expresar una orientación teorética; ha identificado la etnografía y la antropología teorética de Clifford Geertz como altamente influencial. Su trabajo, Invisible bullets (Balas invisibles), ha apuntado a las relaciones que mantenían los colonos británicos con los amerindios del Nuevo Mundo en la campaña de Virginia. Este ensayo relata cómo los indígenas eran explotados por los europeos para que accedieran a sus peticiones, subordinando, por tanto, a una clase que era considerada inferior cultural y socialmente. Por último, este análisis lo aplica al estudio de la obra teatral de Shakespeare, La Tempestad.

## Crítica
El neohistoricismo ha sufrido críticas, más particularmente por el choque de perspectivas de aquellos considerados posmodernistas. El neohistoricismo niega el reclamo de que la sociedad ha entrado en una fase posmoderna o poshistórica, y da lugar, como resultado, a las guerras culturales de los años 1980 (Seaton, 2000). Los puntos principales de este argumento son que el neohistoricismo, a diferencia del posmodernismo, reconoce que casi todas las perspectivas, anécdotas, y hechos históricos que ellos emplean, contienen bases que derivan de la posición respecto a ese punto de vista. Como sostiene Carl Rapp: «Los neohistoricistas a menudo parecen estar diciendo: “Somos los únicos con la voluntad de admitir que todo conocimiento está contaminado, incluso el nuestro”» (Myers, 1989).